# Grecki Rejon Narodowy
Grecki Rejon Narodowy (ros. Греческий национальный район, gr. Ελληνική Αυτόνομη επαρχία) – autonomiczna grecka jednostka administracyjna utworzona w ZSRR 27 lutego 1930 r. Wchodziła w skład kolejno: Kraju Północnokaukaskiego, Kraju Azowsko-Czarnomorskiego (od 10 stycznia 1934 r.) i Kraju Krasnodarskiego (od 13 września 1937 r.) Rosyjskiej FSRR.
W jej skład włączono 10 sielsowietów: 8 z rejonu krymskiego i 2 z rejonu abinskiego. Stolicami były stanica Krymskaja (dzisiejsze miasto Krymsk), a następnie od roku 1934 stanica Niżnebakanskaja. Po rozpoczęciu stalinowskich represji wymierzonych w Greków (operacja grecka NKWD), autonomia została zniesiona w 1938 r.

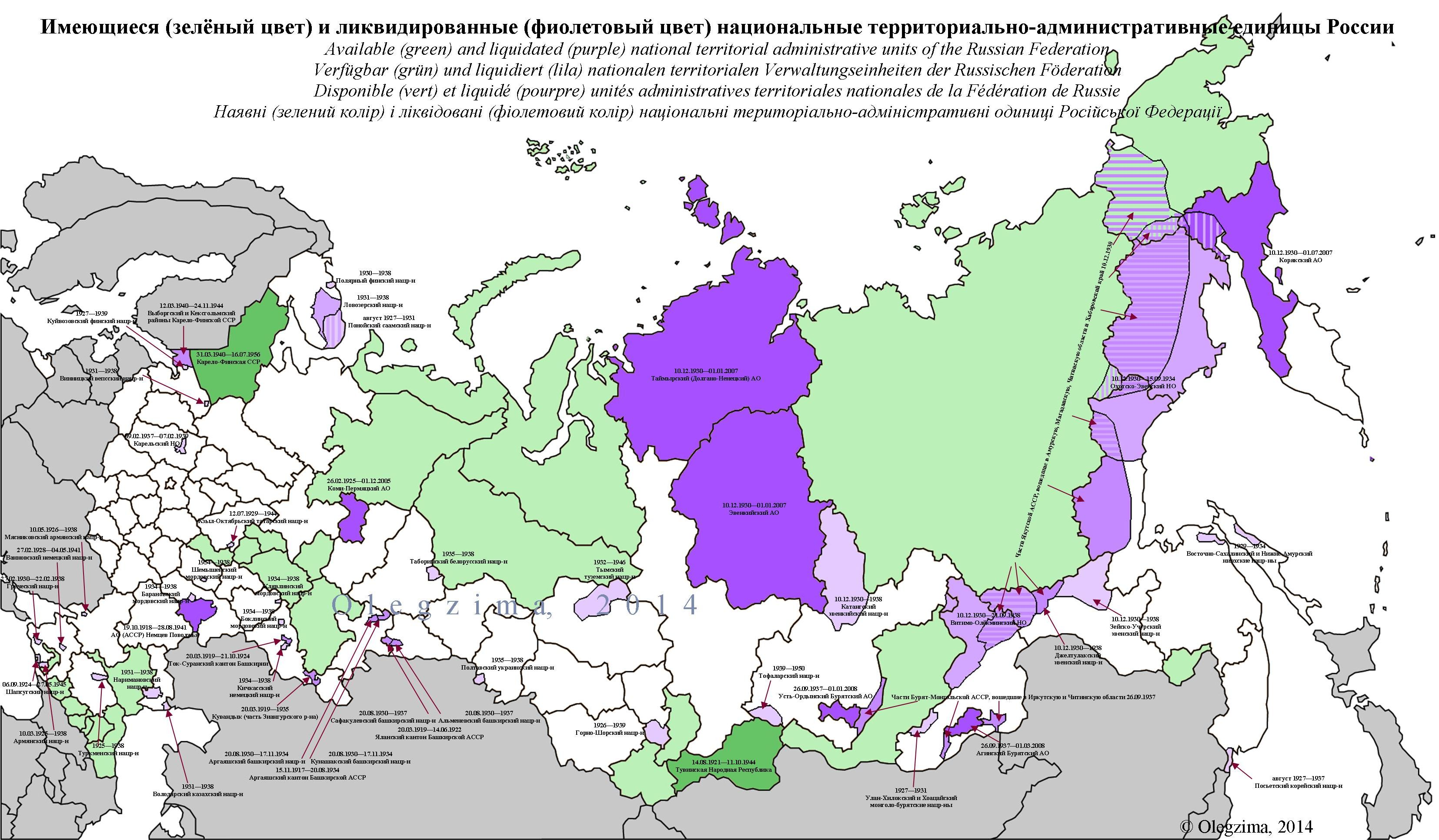
Mapa zlikwidowanych narodowych autonomii Rosji z zaznaczonym Greckim Rejonem Narodowym w zachodniej części

Grecki Rejon Narodowy leżał w południowo-zachodniej Rosji, na Kubaniu, w pobliżu wybrzeży Morza Czarnego. W starożytności terytorium znajdowało się we władaniu greckiego Królestwa Bosporańskiego.